# Raionul Hlobîne, Poltava
Hlobîne (în ucraineană Глобинський район, transliterat: Hlobînskîi raion) este un raion în regiunea Poltava, Ucraina. Reședința sa este orașul Hlobîne.

## Demografie
Componența lingvistică a raionului Hlobîne
     Ucraineană (95,89%)
     Rusă (3,39%)
     Alte limbi (0,43%)
Conform recensământului din 2001, majoritatea populației raionului Hlobîne era vorbitoare de ucraineană (95,89%), existând în minoritate și vorbitori de rusă (3,39%).